# Efecto de letra de nombre
El efecto de la letra del nombre es la tendencia de las personas a preferir las letras de su nombre sobre otras letras del alfabeto. Ya sea que se les pida a los sujetos que clasifiquen todas las letras del alfabeto, califiquen cada una de las letras, elijan la letra que prefieren de un conjunto de dos o escojan un pequeño conjunto de letras que más prefieran, en promedio, a las personas les gustan las letras en su propio nombre más. Fundamentalmente, los sujetos no son conscientes de que están eligiendo letras de su nombre.
Descubierto en 1985 por el psicólogo belga Jozef Nuttin, el efecto de la letra del nombre se ha reproducido en docenas de estudios, con sujetos de más de 15 países y utilizando cuatro alfabetos diferentes. Es válido para todas las edades y sexos. Las personas que cambiaron de nombre hace muchos años tienden a preferir las letras de sus nombres actuales y originales a las que no lo son. El efecto es más pronunciado en el caso de las iniciales, pero incluso si se excluyen las iniciales, las letras restantes del nombre y de los apellidos siguen prefiriéndose a las letras que no son del nombre..
La mayoría de las personas se gustan a sí mismas; el nombre está asociado con el yo y, por lo tanto, se prefieren las letras del nombre, a pesar de que aparecen en muchas otras palabras. Las personas que no se gustan a sí mismas tienden a no exhibir el efecto de la letra del nombre. Se ha encontrado un efecto similar para los números relacionados con los cumpleaños: las personas tienden a preferir el número que indica el día del mes en que nacieron. Se han descartado explicaciones alternativas para el efecto de la letra del nombre, como la exposición frecuente y el dominio temprano. En las evaluaciones psicológicas, la tarea de preferencia de letra de nombre se usa ampliamente para estimar la autoestima implícita .
Hay indicios de que el efecto tiene implicaciones para las decisiones en la vida real. En el laboratorio, la gente favorece desproporcionadamente a las marcas que coinciden con sus iniciales. Un análisis de una gran base de datos de donaciones benéficas reveló que un número desproporcionadamente elevado de personas hacen donaciones para paliar catástrofes tras huracanes con nombres que comparten su letra inicial (por ejemplo, Kate y Kevin tras el huracán Katrina). Los estudios que investigan el impacto de la coincidencia de nombre y letra en decisiones vitales más importantes (dónde vivir, con quién casarse, qué ocupación desempeñar) son controvertidos.

## Trasfondo
El interés sistemático en la preferencia de letras comenzó en 1959 con los estudios de preferencia de marca realizados por los investigadores Mecherikoff y Horton. Estos intentaron encontrar el atractivo relativo de las letras para su uso en las etiquetas de los paquetes. En una extensión de los estudios, se pidió a los sujetos que clasificaran el alfabeto inglés según la apariencia agradable de las letras mayúsculas . Si bien no hubo mucho acuerdo entre los sujetos (los coeficientes de concordancia fueron bajos), se encontró una fuerte correlación positiva entre el rango promedio de una letra y la frecuencia con la que aparecía como letra inicial de los apellidos.
Robert Zajonc, psicólogo social, publicó una investigación en 1968 sobre las preferencias entre pares de palabras (p. ej., "encendido" o "apagado"): en la abrumadora mayoría de los ensayos, la palabra preferida también era la más común. Zajonc también probó las preferencias por palabras sin sentido y descubrió que a las personas les gustaban cuanto más las escuchaban. Interpretó estos resultados como evidencia de que la mera exposición repetida a un estímulo es suficiente para aumentar su atractivo.
Alrededor de 1977, el psicólogo experimental belga Jozef Nuttin conducía por una carretera mirando las matrículas cuando notó que prefería las que contenían letras de su propio nombre. Se preguntó si la gente en general preferiría estímulos que estuvieran conectados de alguna manera con ellos; una "mera pertenencia" en oposición a la mera exposición de Zajonc.

## Primer estudio
En su laboratorio en la Katholieke Universiteit Leuven, Nuttin diseñó experimentos para probar la hipótesis de que las personas otorgan un mayor valor a las letras que aparecen en su nombre. Era crucial para el diseño experimental descartar otros factores, particularmente la mera exposición. Si las letras de un nombre también son letras que aparecen con mayor frecuencia, entonces podría surgir una preferencia por las propias letras a partir del efecto de mera exposición.
| irma maes | irma maes | jef jacobs | jef jacobs |
| --------- | --------- | ---------- | ---------- |
| A         | U         | A          | U          |
| M         | D         | M          | D          |
| T         | R         | T          | R          |
| I         | G         | I          | G          |
| V         | S         | V          | S          |
| E         | N         | E          | N          |
| A         | P         | A          | P          |
| L         | M         | L          | M          |
| H         | F         | H          | F          |
| E         | I         | E          | I          |
| j         | k         | j          | k          |

Para encontrar un efecto que descartara la mera exposición, Nuttin creó un diseño de control en yugo en el que dos sujetos evaluaron las mismas letras por separado. Algunas de las letras pertenecían al nombre de un sujeto, y algunas de las letras pertenecían al nombre del otro sujeto, mientras que algunas eran aleatorias. En este diseño, cualquier diferencia de preferencia entre sujetos tendría que basarse en si la letra aparece en su nombre.
Por ejemplo, tomemos la pareja ficticia Irma Maes y Jef Jacobs tal y como se muestra en la tabla. El primer estímulo es A y U: la última letra del nombre de Irma y una letra que no forma parte de su nombre. El siguiente estímulo es M y D: la penúltima letra del nombre de Irma y una letra que no forma parte de su nombre. Como puede verse en la tabla, esto se repite para el resto de letras del nombre de Irma. A continuación aparecen también las letras de su apellido en orden inverso y, por último, las letras de los dos nombres de Jef. El sombreado de la tabla revela el patrón oculto para los sujetos, a los que se les habría dicho que rodearan la letra que prefirieran de cada par lo más rápido posible y sin pensar.
En el primer ensayo, 38 alumnas de primaria de habla neerlandesa marcaron con un círculo las letras que preferían en dos listas yuxtapuestas de pares de letras. Se observó una preferencia significativa por las letras del propio nombre frente a las de la otra persona. En el segundo experimento se utilizaron 98 estudiantes universitarios locales de habla neerlandesa para comprobar si un mayor número de años de lectura suponía una diferencia. Se variaron otros cuatro factores: pares o tríos de letras; rodear la letra preferida o tachar las menos preferidas; las letras QXYZ, poco frecuentes en neerlandés, incluidas o excluidas; las letras del nombre propio presentadas en primer o último lugar. Todas las condiciones produjeron un efecto nombre-letra, con un efecto mayor cuando se incluían las QXYZ y se tachaba la letra menos preferida. No se encontraron diferencias significativas al utilizar el apellido en lugar del nombre o ambos nombres. Aunque el efecto fue mayor con las iniciales, el análisis posterior de los datos reveló un efecto significativo incluso sin las iniciales del nombre y el apellido.

### Discusión
Nuttin concluyó que los experimentos demostraron que, independientemente de las características visuales, acústicas, estéticas, semánticas y de frecuencia, las letras que pertenecen al propio nombre y apellido son preferibles a otras letras. Enmarcó el efecto en el contexto del narcisismo, la teoría de la Gestalt y la conciencia, como se refleja en el título de su artículo de 1985 "Narcissism beyond Gestalt and awareness: the name letter effect", en el que "beyond Gestalt" se refiere al hecho de que a los sujetos no se les mostraban nombres, sólo letras aisladas, y "beyond awareness" al hecho de que los sujetos no se daban cuenta de que se utilizaban las letras de sus propios nombres. Nuttin afirmó que el efecto que encontró fue el primero en ir más allá de la Gestalt y la conciencia.

## Segundo estudio
En 1987, Nuttin publicó su segundo estudio, describiendo experimentos realizados en 1984 y 1985 con la ayuda de Hilde Sas. Debido a las implicaciones de gran alcance del efecto de la letra del nombre para las teorías psicológicas, a Nuttin le pareció prudente probar primero la generalidad y la solidez del efecto, antes de emprender un programa de investigación destinado a comprender los factores afectivos y emocionales subyacentes. procesos cognitivos en el trabajo. Se preguntó si el efecto se encontraría en todas las comunidades culturales y lingüísticas, o si el primer estudio reveló un efecto debido a algún aspecto idiosincrático desconocido del idioma holandés en Bélgica.

### Método
Se realizaron estudios translingüísticos en 13 universidades europeas, utilizando 12 idiomas diferentes, a saber. holandés, inglés, finlandés, francés, alemán, griego (el único con un alfabeto no romano ), húngaro, italiano, noruego, polaco, portugués y español. Dado que el diseño yugo original no se prestaba bien a la investigación a larga distancia y a la estandarización, se sustituyó por un diseño experimental más sencillo y fácil de reproducir. Se pidió a los sujetos que marcaran las seis letras mayúsculas que más les gustaban en una lista aleatoria que contenía todas las letras del alfabeto local, de nuevo sin pensarlo mucho. Tenían que marcar su primera preferencia con 1, la segunda con 2, etc. El nuevo método se aplicó por primera vez en Bélgica. Cuando los resultados mostraron que el efecto nombre-letra volvía a funcionar, se copió en los demás países. Participaron 2.047 sujetos, todos estudiantes.

### Discusión
En todos los idiomas y letras, la probabilidad promedio de que una letra sea elegida como una de las seis letras preferidas fue de 0,30 para las letras del nombre y de 0,20 para otras letras. Los efectos más fuertes se observaron en los estudios noruegos y finlandeses. En los estudios húngaros, portugueses e italianos el efecto estuvo presente pero no en un grado significativo. El efecto también se encontró al mirar solo las letras de los apellidos, así como solo las letras del nombre. El efecto de la letra del nombre surgió como muy significativo en todos los idiomas cuando solo se consideraron las iniciales. Había una probabilidad de 0,46 de que las letras iniciales se eligieran entre las seis letras principales. Un análisis posterior reveló que el efecto general de la letra del nombre no se debe simplemente a las iniciales: al excluir las iniciales, todavía se encontró un efecto de letra del nombre en todos los idiomas.
Nuttin analizó los datos para ver si había un efecto de letra nacional, pero no pudo encontrarlo. Los noruegos no preferían la letra N (por Norge) más que la gente de otros países, ni los húngaros favorecían la letra M (por Magyarország ). Esto llevó a Nuttin a concluir que la propiedad individual tiene consecuencias afectivas que no se observan para la propiedad colectiva.
Los datos también permitieron investigar si la prominencia visual es un factor importante en el efecto nombre-letra. Los coches de Austria y Hungría llevan una pegatina que muestra su nacionalidad con una letra mayúscula que no coincide con el nombre del país en el idioma local (A y H, respectivamente). Esto no influyó en que a los ciudadanos de esos países les gustaran relativamente más esas letras.
Al igual que en el primer estudio, el segundo también incluía una tarea relacionada con el disgusto por las letras. Se pidió a los sujetos que seleccionaran las seis letras que menos les gustaban. Como antes, el mero hecho de tener una letra con el propio nombre reducía significativamente las posibilidades de que no te gustara. Esta tarea reveló una asimetría en la jerarquía de preferencia de letras. Si bien hubo un gran consenso dentro de cada uno de los 12 idiomas sobre qué letras eran las menos preferidas, no hubo mucho consenso en torno a las letras más preferidas.

## Recepción
A la luz de lo sorprendente que fue el hallazgo, Nuttin dudó durante siete años antes de finalmente hacerlo público. Lo mencionó por primera vez en una conferencia de la Asociación Europea de Psicología Social Experimental en 1984, seguido de los artículos de 1985 y 1987 mencionados anteriormente. Su trabajo fue recibido con escepticismo generalizado, como esperaba. Loosen, un investigador de la propia universidad de Nuttin, calificó el efecto de la letra del nombre como "tan extraño que un investigador con los pies en la tierra pensará espontáneamente en un artefacto ". [upper-alpha 2] Otros investigadores no dijeron explícitamente que el efecto fuera falso, pero dudaron de su relevancia psicológica. En los primeros cinco años después de la publicación (1985–1989), el artículo de Nuttin de 1985 se citó solo una vez y el efecto se estudió solo en otra universidad ( Universidad Estatal de Ohio, donde Johnson replicó el efecto con estudiantes estadounidenses).
Todo esto cambió en 1995, cuando Greenwald y Banaji señalaron que el trabajo de Nuttin era relevante para la medición indirecta de la autoestima, algo que el propio Nuttin ya había sugerido. Después de eso, el estudio original fue citado 14 veces en los cinco años entre 1995 y 1999, 50 veces entre 2000 y 2004, 114 veces entre 2005 y 2009, y aproximadamente 200 veces entre 2010 y 2014. El efecto de la letra del nombre ya no se discute y el trabajo de Nuttin ha sido llamado "seminal" por Stieger, Voracek y Formann en su metanálisis de 2012 de 44 publicaciones sobre el efecto. Su metanálisis no encontró rastro de sesgo de publicación .

## Características
En su metanálisis de 2014 de docenas de estudios de efectos de letras de nombres, Hoorens calificó el efecto como sólido. Ella notó solidez en:
- Alcance: El efecto de la letra del nombre es más fuerte para las iniciales que para las que no son iniciales, pero generalmente se mantiene incluso cuando se excluyen las iniciales del análisis.[29] [upper-alpha 4]
- Género: todos los estudios, excepto dos, encontraron que el efecto era igualmente fuerte para mujeres y hombres.[29] [upper-alpha 5] [upper-alpha 6]
- Edad: el efecto se ha encontrado en personas que van desde niños en edad escolar hasta estudiantes universitarios, adultos de mediana y avanzada edad.[29] [upper-alpha 7]
- Cultura: aunque existen muchas diferencias entre las culturas oriental y occidental, incluida la frecuencia con la que se usan los apellidos o las iniciales, el efecto parece aplicarse a todas las culturas.[29] En su estudio con sujetos de Tailandia, donde rara vez se usa el apellido, Hoorens, Nuttin, Herman y Pavakanun encontraron un efecto mucho más fuerte para el nombre de pila que para el apellido.[34] Kitayama y Karasawa no encontraron ningún efecto especial para las iniciales en Japón, donde las iniciales de los nombres rara vez se usan, pero sí encontraron un efecto general de letra del nombre.[35]
- Idioma: se han probado 15 idiomas ( búlgaro, holandés, inglés, finlandés, francés, alemán, griego, húngaro, italiano, japonés, noruego, polaco, portugués, español, tailandés ), que cubren cuatro familias de idiomas ( indoeuropeo, urálico, chino-tibetano, japonés ) y cinco alfabetos ( griego, romano, cirílico, devanagari, kana ). En todos los casos se encontró un efecto nombre-letra.[29][35][36]
- Tiempo: en un estudio sobre las preferencias por las iniciales, Stieger y LeBel descubrieron que las personas que habían cambiado su nombre después de casarse seguían mostrando una preferencia por la inicial de su nombre de nacimiento abandonado décadas después de su matrimonio. Además, los sujetos que habían estado casados menos de dos años ya mostraban un efecto de letra de nombre para la inicial de su nuevo apellido.[37]

## Explicaciones
Se han explorado varias explicaciones para el efecto de la letra del nombre. Varias explicaciones que parecían plausibles al principio han sido rechazadas desde entonces.

### Causas refutadas

#### Mera exposición
A las personas simplemente les puede gustar más lo que más ven. Las letras que aparecen con más frecuencia en el uso diario también aparecen con más frecuencia en los nombres de las personas. Forer, en 1940, y Alluisi y Adams, en 1962, encontraron una correlación positiva entre la frecuencia de aparición de letras y fonemas y cuán atractivos se consideraban. Zajonc amplió estos estudios, utilizando símbolos extranjeros y controlando el número de exposiciones. Esto lo llevó a formular la hipótesis de la mera exposición: cuanto más se ve algo, más gusta. El estudio original de Nuttin mostró que la mera exposición no puede ser la causa del efecto de la letra del nombre, ya que las letras con la misma frecuencia fueron evaluadas de manera diferente por las personas que tenían la letra en sus nombres y las que no. [upper-alpha 8] También encontró que mientras que la letra B es de baja frecuencia en francés y la letra Q de frecuencia media, en experimentos con francófonos, la B estaba entre las letras más queridas y la Q estaba entre el menos querido. De manera similar, en polaco, la Y es una letra de frecuencia media, pero todavía estaba entre las letras menos preferidas. En cada una de las lenguas, las letras menos frecuentes estaban sobrerrepresentadas en el conjunto de letras menos preferidas, mientras que las letras más preferidas rara vez eran las de mayor frecuencia. Los recuentos de exposición en los estudios de laboratorio realizados por Zajonc (de 20 a 25 veces) eran minúsculos en comparación con los recuentos de observación de cualquier letra en la vida real, lo que también hizo que Nuttin pusiera en duda que la teoría de Zajonc pudiera sostenerse en el mundo real.

#### Frecuencia subjetiva
La frecuencia subjetiva es la frecuencia percibida con la que un estímulo aparece ante un sujeto. Las letras de un nombre pueden percibirse con más frecuencia que otras letras, lo que lleva a pensar que aparecen con más frecuencia. Los primeros estudios sobre los efectos de la exposición revelaron que, incluso cuando la frecuencia real era la misma, las diferencias en la frecuencia subjetiva conducían a resultados diferentes. Haciendo que los participantes ordenaran todo el alfabeto dos veces -una según su letra preferida y otra según la frecuencia estimada de las letras-, Hoorens y Nuttin probaron la hipótesis de que el efecto nombre-letra podía explicarse por la frecuencia subjetiva. Aunque no hubo una correlación significativa entre la sobreestimación de la frecuencia y el efecto nombre-letra, los sujetos sobreestimaron significativamente la frecuencia de las letras de sus nombres. Los investigadores también pidieron a los sujetos que valoraran cuánto les gustaba su propio nombre. Aunque los sujetos a los que les gustaban sus nombres sobrestimaban la frecuencia de las letras de sus nombres menos que los sujetos a los que no les gustaban, tenían un efecto nombre-letra más fuerte que los sujetos a los que no les gustaban sus nombres. Según Hoorens y Nuttin, la hipótesis de la frecuencia subjetiva no tiene fundamento.

#### Condicionamiento evaluativo
El condicionamiento evaluativo sugiere que si el nombre gusta, también gustarán las letras del nombre. Esto ocurriría a través de la asociación visual repetida de las letras del nombre con el nombre. Martin y Levey definieron el condicionamiento evaluativo como una variación del condicionamiento clásico en el que nos gusta o nos disgusta algo a través de una asociación. Dada la observación de que nuestro propio nombre se destaca entre otros como un estímulo bastante atractivo, como descubrió Cherry en el efecto del cóctel, podría ser que el efecto de la letra del nombre resulte del condicionamiento evaluativo. Feys organizó un estudio controlado con sujetos flamencos, emparejando símbolos desconocidos ( kanji japonés) con los nombres propios de los sujetos y con otros nombres. Descubrió que no había diferencia en cuánto les gustaba a los sujetos el símbolo kanji que representaba su propio nombre u otros nombres. Concluyó que el condicionamiento evaluativo no es la causa principal del efecto de la letra del nombre.

#### Propiedad subjetiva
La propiedad subjetiva ocurriría si los sujetos eligieran a sabiendas las letras de su propio nombre. Nuttin descartó una estrategia de respuesta consciente en las pruebas. A pesar de recibir una recompensa monetaria y tiempo ilimitado, ninguno de los sujetos de su estudio original pudo encontrar un patrón en las listas de estímulos, descartando la posibilidad de que supieran que sus propias letras de nombres estaban allí.

#### Placer de dominio
Las primeras letras que aprende un niño, comúnmente su propio nombre, pueden llegar a tener asociaciones positivas duraderas. Hoorens y Todorova probaron esto buscando un efecto de letra de nombre en sujetos bilingües donde el alfabeto de su lengua materna era el cirílico y el alfabeto de su lengua extranjera era el romano. Debido a que aprender un idioma extranjero a una edad más avanzada no suele implicar una atención adicional a las letras del nombre, no debería haber un efecto de letra del nombre en el alfabeto del idioma extranjero, solo en el alfabeto del primer idioma. Los resultados de un estudio con 100 sujetos búlgaros que a una edad más avanzada aprendieron inglés, alemán, francés o español revelaron un efecto de letra del nombre tanto para el alfabeto romano como para el cirílico. [upper-alpha 9] Los investigadores concluyeron que el placer de dominar no es la causa principal del efecto de la letra del nombre. En un estudio de seguimiento, Hoorens, Nuttin, Herman y Pavakanun probaron la fuerza del efecto de la letra del nombre entre niños de escuela primaria, en un diseño experimental transversal que involucró a estudiantes flamencos y húngaros de segundo, cuarto y sexto grado. En lugar de encontrar que el efecto del nombre disminuía con la edad como cabría esperar, encontraron que aumentaba, demostrando así que el placer de dominar no es la causa principal. [upper-alpha 10] También investigaron los efectos de las letras del nombre en sujetos bilingües tailandeses, algunos de los cuales habían aprendido el alfabeto inglés al mismo tiempo que el alfabeto tailandés y otros que lo habían aprendido más tarde. [upper-alpha 11] Descubrieron que el momento en que los estudiantes aprendieron el segundo alfabeto no hizo ninguna diferencia en la fuerza del efecto de la letra del nombre, descartando así el placer de dominio como co-determinante.

### Causa probable
Se cree que el efecto surge de procesos inconscientes y automáticos de autoevaluación, con diferentes grupos de investigación que lo abordan desde dos ángulos diferentes.

#### Mera propiedad
Nuttin enmarca la causa en términos de propiedad, que tiene raíces en la psicología económica . El efecto de dotación ha descubierto que las personas atribuyen más valor a las cosas simplemente porque las poseen. Nuttin atribuye el efecto de la letra del nombre a que a las personas les gusta y valoran automáticamente todo lo que está relacionado con ellas. Como tal, el efecto de la letra del nombre es solo un ejemplo de un efecto de mera propiedad más general. En cuyo caso, siguen varias predicciones verificables.
- A la mayoría de la gente le debería gustar su nombre. A los que no, no les deberían gustar las letras de su nombre. Hoorens y Nuttin probaron esto y descubrieron que la mayoría de las personas calificaron su nombre relativamente alto. También encontraron que a los sujetos que evaluaron su propio nombre relativamente positivamente les gustaban más las letras de su nombre que a los sujetos que evaluaron su propio nombre negativamente.[60]
- Los bilingües que usan dos alfabetos diferentes deben demostrar un efecto de letra de nombre en ambos alfabetos. Se debe encontrar un efecto más débil en el segundo alfabeto, ya que es probable que los nombres en los segundos alfabetos estén menos conectados con uno mismo. Hoorens y Todorova encontraron que los bilingües con tendencia a que les gustaran las letras de su nombre en cirílico también tenían una tendencia a que les gustaran las letras de su nombre en el alfabeto romano. Se encontró que el efecto era más débil en el segundo alfabeto.[53] Esto fue replicado en un estudio tailandés-inglés realizado por Hoorens, Nuttin, Herman y Pavakanun.[61]
- Deben encontrarse efectos similares para otros atributos relacionados con uno mismo, como los números de cumpleaños. Nickell, Pederson y Rossow descubrieron que a las personas les gustan más los números que representan el mes y el año de su nacimiento. También encontraron que a los sujetos les gustaba más el año de su graduación.[62] En un estudio de estudiantes japoneses, Kitayama y Karasawa encontraron un fuerte efecto de número de cumpleaños para el día del mes, especialmente para números superiores a 12. Los números más altos pueden asociarse más únicamente con los cumpleaños, mientras que los números más bajos podrían ser más saturado de otros significados.[35]

#### Autoestima implícita
Otro grupo de investigadores ha enmarcado la causa en términos de psicología social, concretamente la teoría de la autoestima . Comenzando con Greenwald y Banaji en 1995, este grupo afirma que el efecto de la letra del nombre resulta de la autoestima implícita, la tendencia de una persona a evaluarse a sí misma positivamente de manera espontánea, automática o inconsciente. La mayoría de las personas se gustan a sí mismas. El efecto halo de la autoestima se extiende a cualquier atributo asociado con uno mismo, incluido el nombre y sus letras. Ya en 1926 Syz descubrió que el propio nombre de una persona es especial en comparación con los demás, provocando respuestas físicas medibles en la piel. Se piensa que cuando una persona reconoce las letras de su nombre, esa persona experimenta sentimientos positivos de autoestima implícita. Estos sentimientos positivos inducen a los sujetos a seleccionar, sin saberlo, las letras de su propio nombre, produciendo el efecto nombre-letra.
- Para ser un proceso automático, el efecto debería, para cada persona específica, ser bastante estable en el tiempo. Koole, Dijksterhuis y van Knippenberg investigaron esto pidiendo a los estudiantes holandeses que calificaran cada letra del alfabeto, junto con algunas preguntas de relleno para distraerse, dos veces en un período de cuatro semanas. Descubrieron que las preferencias por las letras de los nombres no cambiaron significativamente entre la primera y la segunda calificación.[68] Hoorens y sus colegas también encontraron que las calificaciones se mantuvieron estables cuando 164 sujetos calificaron las letras siete días seguidos.[69]
- Para ser un proceso automático, el efecto debería, como otros procesos automáticos que involucran preferencias, estar influenciado por un pensamiento deliberado. Múltiples estudios han demostrado que pensar en los sentimientos inhibe la respuesta automática.[70][71] Koole, Dijksterhuis y van Knippenberg hicieron que los sujetos dieran sus preferencias por las letras y los números del 1 al 50. Hicieron que la mitad de ellos explicaran sus preferencias. Encontraron un efecto de letra de nombre y un efecto de número de cumpleaños en los sujetos a los que se les pidió que respondieran sin pensar, pero ningún efecto en aquellos a los que se les pidió que pensaran. Esto apunta a que el efecto es el resultado de un proceso automático.[72]
- Se ha descubierto que la autorregulación inconsciente aumenta bajo amenaza psicológica. Para que el efecto sea uno de autorregulación inconsciente, también debería aumentar bajo amenaza. Jones, Pelham, Mirenberg y Hetts encontraron que cuando las personas que tenían una alta autoestima explícita estaban expuestas a una amenaza psicológica, mostraban preferencias exageradas por las letras de sus nombres. Por el contrario, los participantes con baja autoestima mostraron evidencia de la tendencia opuesta.[73] Komori y Murata luego replicaron esta respuesta a la amenaza con bilingües japoneses a quienes se les pidió que seleccionaran las letras preferidas del alfabeto inglés.[74]
- El uso sutil de las letras de los nombres debería afectar a otras preferencias si el efecto es un proceso automático. Wentura, Kulfanek y Greve estudiaron esta cuestión utilizando un método de cebado. Mostraron brevemente las iniciales del nombre y apellidos de los sujetos o los nombres de otros sujetos con los que estaban yugulados. Inmediatamente después aparecían frases como "honesto" y "solitario". Los sujetos debían clasificar rápidamente una palabra como positiva o negativa después de verla. Se descubrió que dar a los sujetos sus propias iniciales como introducción les ayudaba a clasificar más rápidamente las palabras positivas. Las palabras negativas no tuvieron ningún efecto. La imprimación de la letra inicial tuvo efectos especialmente potentes en sujetos con altos niveles de autoestima explícita.[75][76]
- Si hay un efecto de halo que se extiende a cualquier cosa conectada con uno mismo, entonces a las personas en las relaciones les deberían gustar más las letras de los nombres de sus parejas que otras letras. LeBel y Campbell probaron esto y encontraron un efecto de letra de nombre para las iniciales de las parejas de los sujetos.[77] DeHart, Pelham, Fiedorowicz, Carvallo y Gabriel concluyeron que el efecto también se aplica a las relaciones entre padres e hijos, hermanos y amistad.[78]

## Solicitud
En las evaluaciones psicológicas, el efecto de la letra del nombre se ha explotado para medir la autoestima. Hay dos tipos de autoestima: la autoestima explícita (la evaluación deliberada y consciente de una persona de sí misma) y la autoestima implícita. Debido a que, por definición, la autoestima implícita no es accesible a la introspección, sus medidas no se basan en autoinformes directos, sino en el grado en que los objetos asociados con uno mismo generan pensamientos positivos frente a negativos.
La tarea de preferencia de letras es el segundo método más popular para medir la autoestima implícita, solo superada por la prueba de asociación implícita . La tarea también se ha denominado Tarea de preferencia de letra de nombre, Medida de calificaciones de letras de nombre y Tarea de preferencia inicial. No existe un método estándar para aplicar la tarea. La más utilizada es una tarea de calificación de letras, que implica que los participantes juzguen todas las letras del alfabeto. Incluso dentro de este método hay variaciones en las instrucciones (cuánto le gustan las letras o qué tan atractivas las encuentra), en las escalas de calificación (cinco puntos, siete puntos o nueve puntos), en el orden de las letras (aleatorio o alfabético), y en la recopilación de datos (papel y lápiz o en computadora).
No existe un algoritmo estándar para calcular la autoestima implícita. Se utilizan al menos seis algoritmos. En su metanálisis del efecto de la letra del nombre, Stieger, Voracek y Formann recomiendan usar el algoritmo de doble corrección ipsatizado (el llamado "algoritmo I"), como lo recomendaron originalmente y lo nombraron LeBel y Gawronski. ). En su metanálisis, Hoorens no recomienda un algoritmo específico, ya que se sabe poco acerca de cómo las puntuaciones de preferencia de letras de nombre obtenidas de diferentes algoritmos se relacionan con la cualidad psicométrica más importante de todas, la validez . Los algoritmos generalmente se aplican solo a las iniciales, pero se pueden usar para todas las letras del nombre.
Stieger, Voracek y Formann recomiendan que la tarea se administre dos veces, que los efectos se calculen por separado para la inicial del nombre y la inicial del apellido, que la tarea se acompañe con la tarea del número de cumpleaños y que las instrucciones se centren en el gusto. en lugar de atractivo. Sugieren que puede ser útil usar no solo las iniciales, sino todas las letras del nombre para medir la autoestima implícita, algo que, según Hoorens, es su recomendación más importante. La tarea de preferencia de letras se ha utilizado para medir la autoestima implícita en contextos tan diversos como la depresión, la salud física, la aceptación social, el optimismo poco realista, la sensibilidad a la retroalimentación, la autorregulación y la actitud defensiva .

## Implicaciones más amplias
Los investigadores han buscado implicaciones más amplias del efecto de la letra del nombre en las preferencias, tanto dentro como fuera del laboratorio.

### En el laboratorio
En estudios controlados en el laboratorio, Hodson y Olson trataron de encontrar evidencia de que a las personas les gustaban las cosas cotidianas (por ejemplo, alimentos, animales) que coincidían con las iniciales de su nombre. No se encontró evidencia, ni para un efecto entre sujetos (por ejemplo, A Judy no le gustaban las cosas que comenzaban con J, como mermelada, más de lo que a Doug le gustaban las cosas que comenzaban con J), ni por un efecto dentro de los individuos (p. ej. A Judy no le gustaba más la mermelada que la miel). Los investigadores descubrieron un efecto pequeño pero confiable de las iniciales en las preferencias de marca dentro de los individuos (por ejemplo, A Hank le gustó honda más que las marcas que no coinciden). Especularon que las marcas tienen más probabilidades de comunicar identidad a otros que otras cosas cotidianas. Stieger amplió esta investigación observando las preferencias de compra de nombres de productos. Descubrió que las personas eran desproporcionadamente más propensas a comprar productos que coincidieran con sus iniciales. El efecto ocurrió principalmente para las grandes marcas. No se encontró correlación entre la fuerza del efecto de la letra del nombre de un individuo y la fuerza del efecto de la marca de su nombre.
Wiebenga y Fennis investigaron si el uso de los pronombres personales "yo" y "mi" en las marcas también tenía un efecto en las preferencias, dada la forma en que estos pronombres se vinculan al yo. Descubrieron que los nombres de marca con un pronombre genérico de autorreferencia (por ejemplo, iPhone, Myspace) se evaluaban más positivamente que los nombres de marca que no hacían referencia al yo (por ejemplo, Xbox). El efecto se comportaba como el de la letra del nombre: cuando el yo se veía amenazado, el efecto era mayor, y desaparecía en las personas con autoevaluaciones negativas.
Un estudio de Polman, Pollmann y Poehlman descubrió que compartir las iniciales con los miembros de un grupo puede aumentar la calidad del trabajo en grupo. En un estudio de estudiantes universitarios, descubrieron que los grupos que compartían iniciales tenían mejores resultados que los que no lo hacían. Los grupos con una mayor proporción de iniciales compartidas superaban a los grupos con una menor proporción de iniciales compartidas.

### Fuera del laboratorio

#### Estudios controvertidos
Los investigadores han buscado pruebas de la fuerza impulsora detrás del efecto de la letra del nombre fuera del laboratorio. Un cuerpo de investigación controvertida bajo el paraguas de El egoísmo implícito, comenzando con Pelham, Mirenberg y Jones, ha investigado si las personas, sin saberlo, toman decisiones de vida basadas en las letras de su nombre o en su nombre. Los escépticos dicen que la afirmación de que las letras de los nombres influyen en las decisiones de la vida es una afirmación extraordinaria que requiere pruebas extraordinarias .
Simonsohn instó a los investigadores a buscar variables de confusión en el análisis de los datos de campo. Un ejemplo de variable de confusión es la popularidad de los nombres de bebé. Esta ha fluctuado significativamente a lo largo de las décadas. Simonsohn descubrió que, aunque Walter y Dennis tienen una popularidad casi idéntica en una amplia muestra de nombres de pila de personas vivas en EE. UU., Walter es un nombre relativamente anticuado. Sugirió que cuando Pelham et al. descubrieron un número desproporcionadamente alto de dentistas cuyo nombre empezaba por las letras "Den" en comparación con "Wal", habían pasado por alto que las personas llamadas Walter tendían a ser mayores y tenían más probabilidades de estar jubiladas. La fluctuación de los nombres de los bebés parecía una mejor explicación para el número desproporcionadamente mayor de dentistas "Den" que "Wal" que el egotismo implícito.Utilizando un conjunto de datos diferente (cuentas de Twitter y Google+) y un análisis estadístico distinto, Kooti, Magno y Weber no encontraron pruebas de que la gente tenga un trabajo desproporcionadamente coincidente con las iniciales de su nombre.
En su análisis de los registros de defunciones de 23 "ciudades santo" de EE. UU., entre ellas San Luis y San Pablo, Pelham et al. recibieron críticas de Dyjas, Grasman, Wetzels, van der Maas y Wagenmakers por su metodología. Pelham et al. analizaron todos los datos disponibles y llegaron a la conclusión de que la gente prefiere las ciudades que comparten su nombre de pila (como Louis o Paul), pero Dyjas et al. utilizaron modelos jerárquicos bayesianos para demostrar que hay varias ciudades en las que ocurre lo contrario: la gente prefiere las ciudades que comparten su nombre Saint. Llegaron a la conclusión de que no hay pruebas de un efecto general. En otro conjunto de ciudades con 30 apellidos, entre ellas Jackson y Johnson City, sí apareció un número anormalmente alto de personas fallecidas con coincidencias con su ciudad-apellido. En contraste con la afirmación de Simonsohn de que muchos descendientes de los fundadores de estas ciudades quizá nunca se fueron, Dyjas et al. refutaron la idea de que la gente se siente atraída por las ciudades que llevan sus apellidos. Se trata de un ejemplo de causalidad inversa..
Simonsohn también planteó la posibilidad de una causalidad inversa en el caso del análisis de Anseel y Duyck de un gran conjunto de datos que consiste en los apellidos de los belgas y las empresas para las que trabajan. Anseel y Duyck concluyeron que las personas tienden a elegir trabajar para empresas que coincidan con su inicial. Pero Simonsohn sospechaba que, como Walt Disney trabajando para Disney, muchas personas trabajan para empresas que llevan su nombre o el de un miembro de la familia. Cuando controló la causalidad inversa en un gran conjunto de datos de EE. UU., no pudo ver ninguna evidencia de que las personas eligieran trabajar para empresas que coincidieran con su inicial.
Algunos estudios controvertidos han relacionado el rendimiento con las iniciales. Sin embargo, McCullough y Williams no encontraron evidencia de un efecto de letra de nombre para la letra 'K' en los jugadores de béisbol ponchados (que se muestra en el marcador con una 'K'), a pesar de que un estudio anterior de Nelson y Simmons sugería que sí. Nelson y Simmons también encontraron que los estudiantes con las iniciales C o D obtienen calificaciones más bajas que otros con las iniciales A o B. Nuevamente, McCullough y Williams criticaron el análisis estadístico utilizado y no encontraron evidencia para respaldar tal relación.
En respuesta a los análisis críticos de Simonsohn de sus métodos anteriores, Pelham y Carvallo publicaron un nuevo estudio en 2015, describiendo cómo ahora controlaron los factores de confusión de género, etnicidad y educación. En un estudio, analizaron los datos del censo y concluyeron que los hombres trabajaban de manera desproporcionada en once ocupaciones que coincidían con sus apellidos, por ejemplo, panadero, carpintero y agricultor, algo que el Científico nuevo ha acuñado determinismo nominativo . Voracek, Rieder, Stieger y Swami investigaron hacia dónde apunta la flecha de la causalidad cuando se trata de nombres que influyen en la elección de ocupación. Informaron que los herreros de hoy todavía tienden a tener las capacidades físicas de sus antepasados que eran herreros . En opinión de los investigadores, una hipótesis genético-social parecía más viable que la hipótesis de los efectos del egoísmo implícito.

#### Estudios indiscutibles
La investigación de Chandler, Griffin y Sorensen sobre la relación entre los nombres de las letras y las donaciones ha sido ampliamente aceptada. Analizaron los registros de donaciones de ayuda tras siete huracanes (entre otros, Katrina, Rita y Mitch). Descubrieron que las personas que compartían una inicial con el huracán estaban sobrerrepresentadas como donantes. Llegaron a la conclusión de que la gente quiere superar algunos de los sentimientos negativos asociados al nombre compartido y por eso dona. Simonsohn sugirió que el egoísmo implícito solo se aplica a los casos en los que las personas son casi indiferentes entre las opciones y, por lo tanto, no se aplicaría a las decisiones importantes, como la elección de carrera, pero sí a las decisiones de bajo riesgo, como elegir una organización benéfica.